# Хитрикова Марія Володимирівна
Марі́я Володи́мирівна Хи́трикова (1990—2012) — українська альпіністка і скайраннерка. Триразова призерка чемпіонатів України з альпінізму у висотному класі, неодноразова призерка міжнародних сходжень на Ельбрус. Номінантка премії «Сталевий ангел» — за схождення на восьмитисячники Гашербрум I й Гашербрум II.

## Життєпис
Народилась 1990 року у місті Дніпропетровськ у родині Володимира й Олени Хитрикових. Батько — майстер спорту СРСР з альпінізму, учасник радянської експедиції на Лхоцзе по Південній стіні, мати також була альпіністкою.
Уже 2002 року здійснила сходження на Ельбрус. У 16 років підкорила перший семитисячник — пік Леніна. Улітку 2011 року разом з польською альпіністкою Александрою Дзік (Alexandra Dzik) здійснила безкисневе сходження на свій перший восьмитисячник — Гашербрум II, а після на Гашербрум I (Хідден-Пік) — 13-ту за висотою вершину світу (також без кисню). За сходження на два восьмитисячники в одному сезоні була номінована на отримання премії «Сталевий ангел».
Триразова призерка чемпіонатів України з альпінізму у висотному класі.
2 березня 2012 року в часі сходження з Ельбруса, на який здійснювала сходження як капітан групи з трьох альпіністів. При сходженні група збилася з маршруту за умов поганої погоди, про своє становище увечері повідомила телефоном рятівникам. Учасника групи Романа Куцея врятували. 4 березня поблизу скель Пастухова Пастухова на висоті 4700 метрів рятівники виявили тіло Марії. Тіло третього учасника групи Дениса Лисова не знайшли.
На час загибелі була студенткою 4-го курсу Дніпропетровського національного університету. Похована на Краснопільському кладовищі.

### Сходження
- семитисячники
  - 2006 — пік Леніна
  - 2007 — Ама-Даблам
  - 2008 — Хан-Тенгрі
  - 2009 — Пік Корженевської
- восьмитисячники
- 2011 — Гашербрум II
- 2011 — Гашербрум I (встановила рекорд України зі звидкості сходження)[3]

- Скайраннінг
  - 2009 — Ельбрус, V international ELBRUS RACE, перше місце на трасі «Класика»
  - 2010 — Ельбрус, Red Fox Elbrus Race, друге місце на трасі «Класика»
  - 2010 — Ельбрус, VI international ELBRUS RACE, друге місце на трасі «Екстрім»